# Raïon de Neklinovka
Le raïon de Neklinovka (en russe : Неклиновский район, Neklinovski raïon) est une subdivision de l'oblast de Rostov, en Russie. Son centre administratif est le village Pokrovskoïe situé à 75 km de Rostov-sur-le-Don.

## Géographie
Le raïon de Neklinovka couvre 2 148 km2 à l'ouest de l'oblast de Rostov, sur la rive septentrionale du golfe de Taganrog. À l’ouest il est limitrophe de l’Ukraine.

## Histoire
Le territoire, qui faisait partie de l’okroug de Taganrog dans l’oblast de l'armée du Don jusqu’en 1920, est de 1920 à 1924 inclus dans le gouvernement de Donetsk et rattaché à l’Ukraine. En 1936 le raion est créé et rattaché à l’oblast de Rostov de la R.S.F.S.R.. Le nom du raïon est tiré des villages Bolchaïa Neklinovka et Malaïa Neklinovka.

## Population
La population de ce raïon s’élevait à 86 395 habitants en 2016.

## Subdivisions territoriales
Le raïon comprend dix-huit communautés rurales :
- Communauté rurale d’Andreïevo-Melentievo
- Communauté rurale de Bolchaïa Neklinovka
- Communauté rurale de Varenovka
- Communauté rurale de Vassilievo-Khanjonovka
- Communauté rurale de Lakedemonovka
- Communauté rurale de Natalievka
- Communauté rurale de Nikolaïevka
- Communauté rurale de Novobesserguenevka
- Communauté rurale de Nossovo
- Communauté rurale de Platovskoïe
- Communauté rurale de Pokrovskoïe
- Communauté rurale de Poliakovskoïe
- Communauté rurale de Primorka
- Communauté rurale de Sambek
- Communauté rurale de Siniavskoïe
- Communauté rurale de Sovietka
- Communauté rurale de Troïtskoïe
- Communauté rurale de Fedorovka